# South Ealing (métro de Londres)
South Ealing est une station de la Piccadilly line du métro de Londres, en zone 3. Elle est située quartier Ealing, dans le Borough londonien d'Ealing.

## Histoire
La station est mise en service le 1er mai 1883.